# Dissmeryngodes nigripes
Dissmeryngodes nigripes là một loài ruồi trong họ Asilidae. Dissmeryngodes nigripes được Macquart miêu tả năm 1838.